# Сариг-Булун
Сільське поселення (сумон) Сариг-Булун (тив.: Сылдыс) входить до складу Ерзинського кожууну Республіки Тива Російської Федерації.

## Населення
Населення сумона станом на 1 січня року
| Рік    | 2011 | 2012 | 2013 | 2014 | 2015 |
| ------ | ---- | ---- | ---- | ---- | ---- |
| Насел. | 803  | 808  | 796  | 803  | 811  |